# Olympische Sommerspiele 2004/Leichtathletik – 20 km Gehen (Männer)

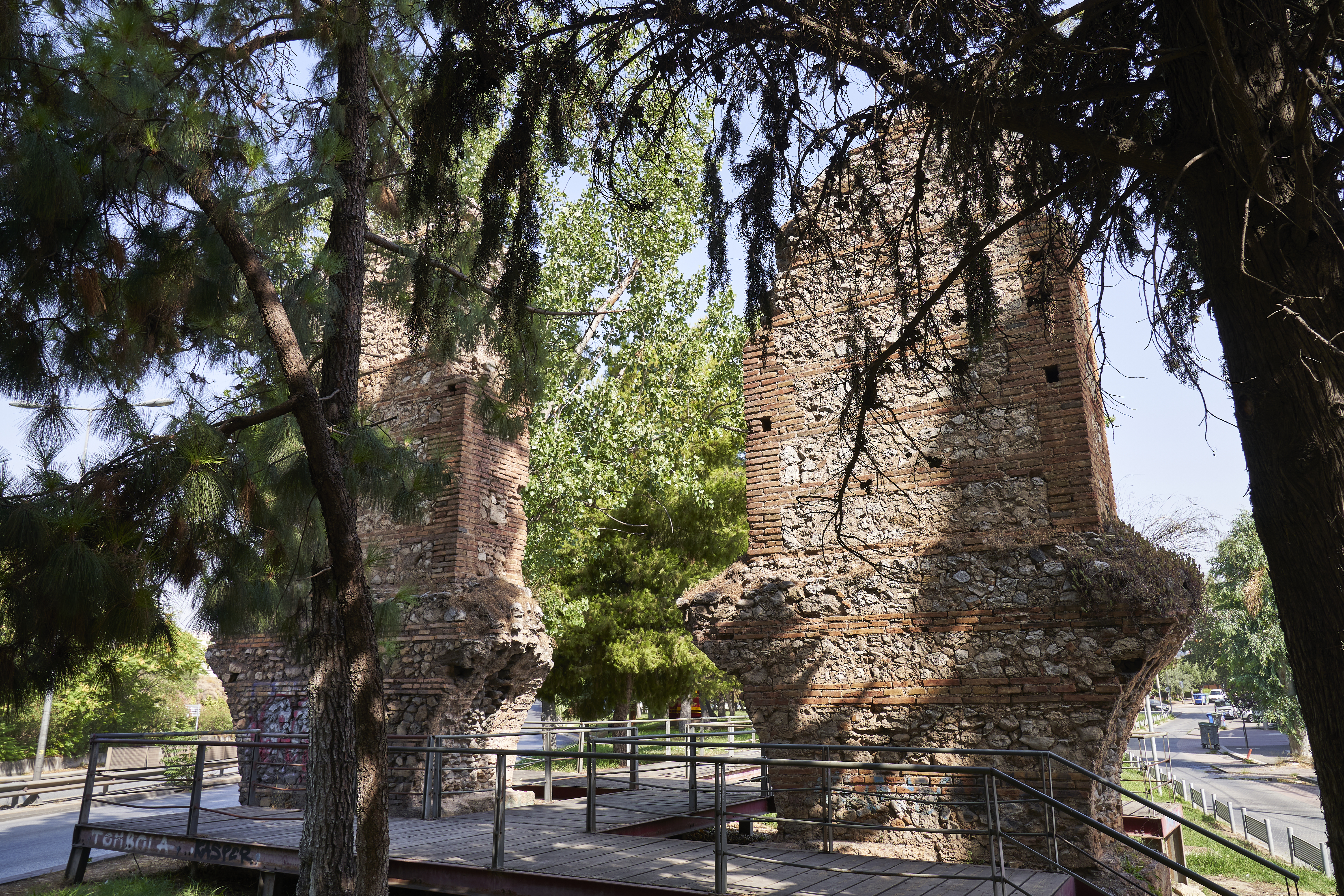
Das ehemalige römische Aquädukt in der Athener Kapodistriou Avenue
im Jahr 2021

Das 20-km-Gehen der Männer bei den Olympischen Spielen 2004 in Athen wurde 20. August 2004 auf einem Rundkurs südlich des Olympiastadions Athen ausgetragen. 48 Athleten nahmen teil.
Olympiasieger wurde der Italiener Ivano Brugnetti. Er gewann vor dem Spanier Francisco Javier Fernández und dem Australier Nathan Deakes.
Der deutsche Geher André Höhne belegte Platz acht.

Athleten aus der Schweiz, Österreich und Liechtenstein nahmen nicht teil.

## Aktuelle Titelträger
| Olympiasieger 2000                      | Robert Korzeniowski ( Polen)                | 1:18:59 h                                   | Sydney 2000        |
| Weltmeister 2003                        | Jefferson Pérez ( Ecuador)                  | 1:17:21 h                                   | Paris 2003         |
| Europameister 2002                      | Francisco Javier Fernández ( Spanien)       | 1:18:37 h                                   | München 2002       |
| Panamerikanischer Meister 2003          | Jefferson Pérez ( Ecuador)                  | 1:23:06 h                                   | Santo Domingo 2003 |
| Zentralamerika und Karibik-Meister 2003 | Julio René Martínez ( Guatemala)            | 1:22:07 h                                   | St. George’s 2003  |
| Südamerika-Meister 2003                 | Rolando Saquipay ( Ecuador)                 | 1:22:29 h                                   | Los Ángeles 2004   |
| Asienmeister 2003                       | Han Yucheng ( Volksrepublik China)          | 1:21:12 h                                   | Manila 2003        |
| Afrikameister 2004                      | Julius Sawe ( Kenia)                        | 1:27:43 h                                   | Brazzaville 2004   |
| Ozeanienmeister 2002                    | 20-km-Gehen nicht im Meisterschaftsprogramm | 20-km-Gehen nicht im Meisterschaftsprogramm | Christchurch 2002  |

## Bestehende Rekorde
| Weltrekord         | 1:17:21 h | Jefferson Pérez ( Ecuador)   | Paris, Frankreich     | 23. August 2003    |
| Olympischer Rekord | 1:18:59 h | Robert Korzeniowski ( Polen) | OS Sydney, Australien | 22. September 2000 |

Anmerkung zum Begriff „Weltrekord“:

Offizielle Weltrekorde im Straßengehen führte der Internationale Leichtathletik-Verband IAAF erstmals bei den Weltmeisterschaften 2003, vorher galt hier wegen der unterschiedlichen Streckenbeschaffenheiten der Begriff „Weltbestleistung“. Mindestvoraussetzung für die Anerkennung einer Leistung als Weltrekord ist die Streckenführung über einen Kurs mit identischem Start- und Zielpunkt, damit gesichert ist, dass die Route insgesamt keine Gefälle hat.
Der bestehende olympische Rekord wurde bei diesen Spielen nicht erreicht. Der italienische Olympiasieger Ivano Brugnetti verfehlte den Rekord mit seinen 1:19:40 h um 41 Sekunden. Zum Weltrekord fehlten ihm 2:38 Minuten.

## Streckenführung
Der Wettbewerb wurde im Olympiastadion Athen gestartet. Die Route verlief gleich anschließend außerhalb des Stadions und führte nach Süden auf einen Rundkurs von zwei Kilometern Länge. Dieser Rundkurs verlief zunächst südwärts über die Lavrou bis zur Kapodistriou. Hier gab es einen Wendepunkt, an dem die Strecke zurückführte. Dabei ging es noch in einer Schleife ostwärts in die Neapoleos. Nach neun Runden führte der Weg wieder zurück ins Stadion.

## Zwischenzeiten

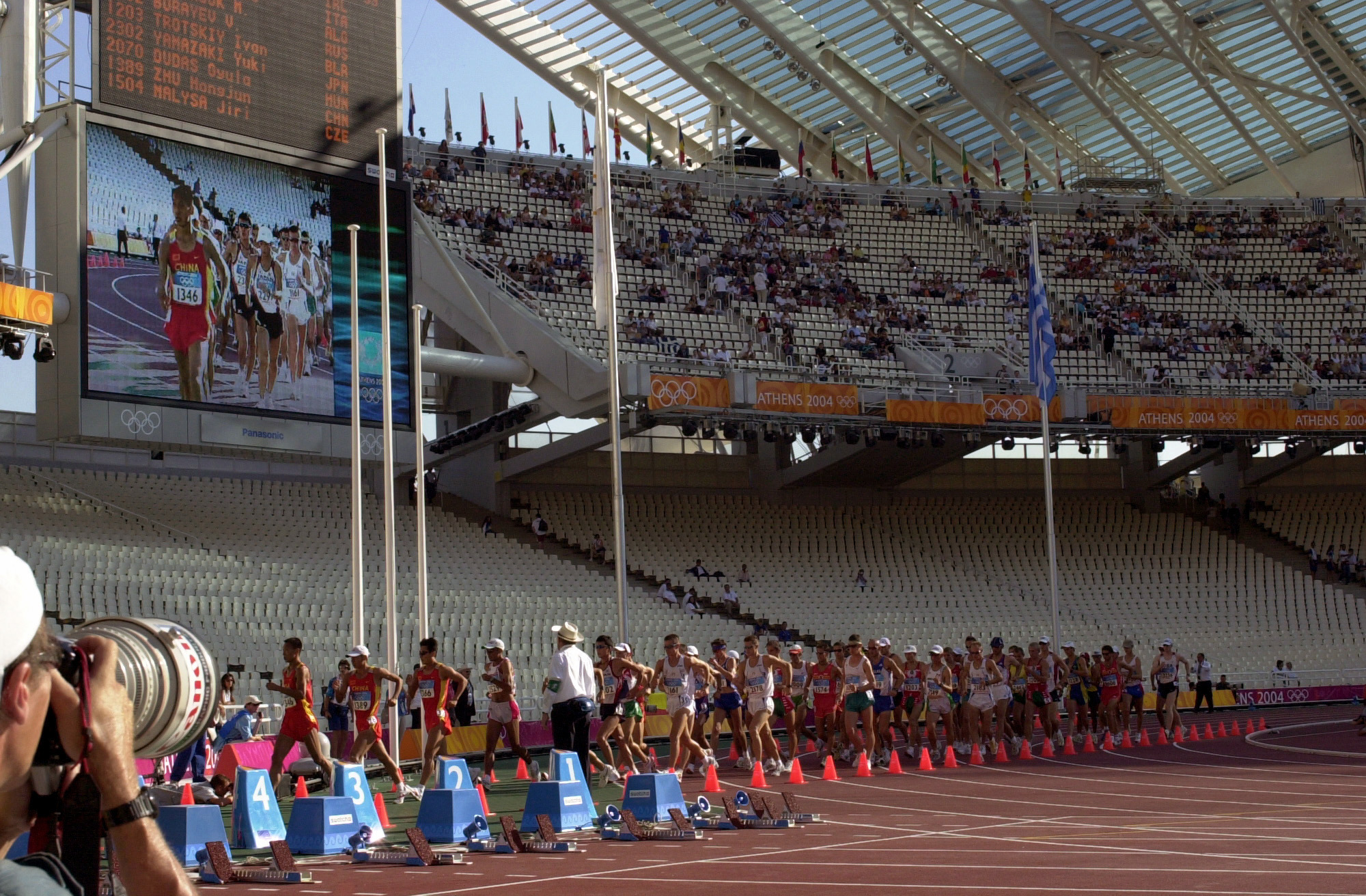
Die Geher beim Verlassen des Stadions

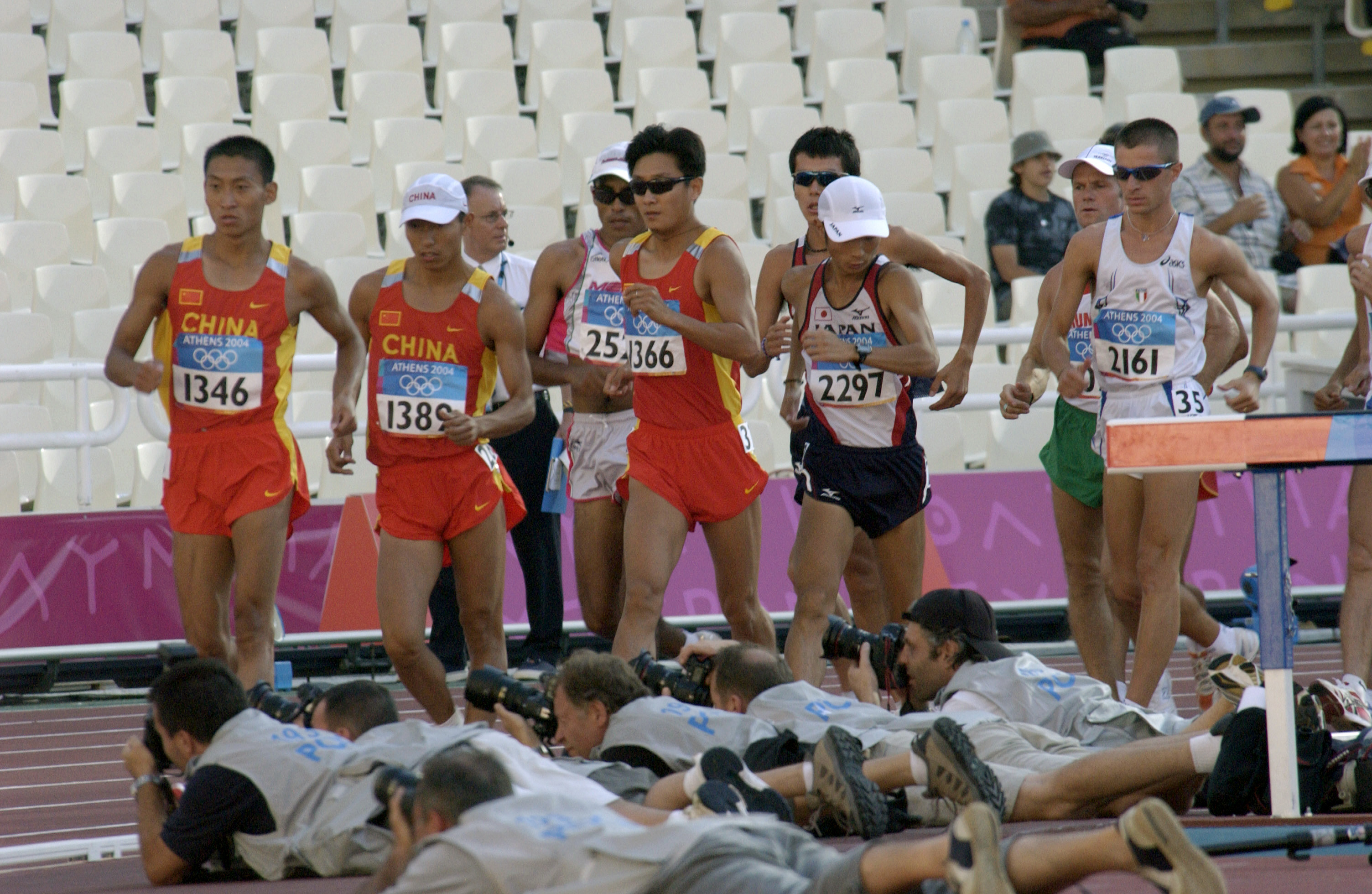
Auch die Geher standen im Mittelpunkt der Fotografen

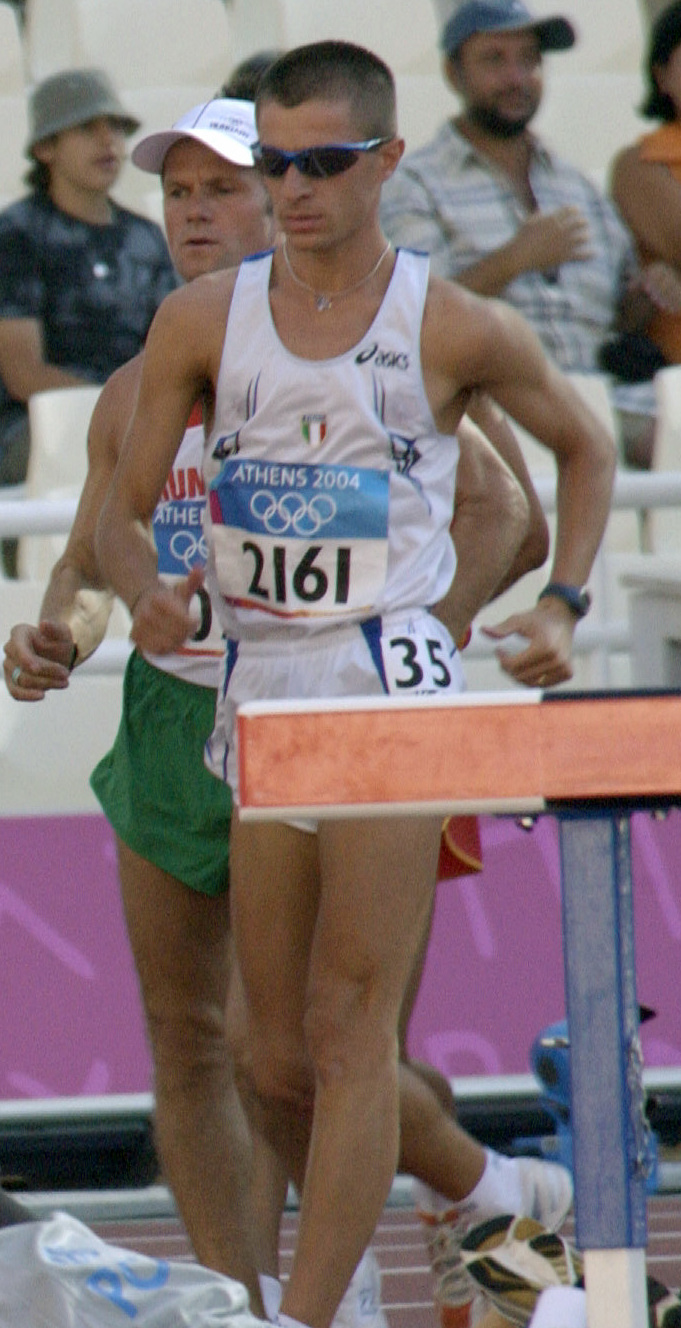
Olympiasieger wurde Ivano Brugnetti

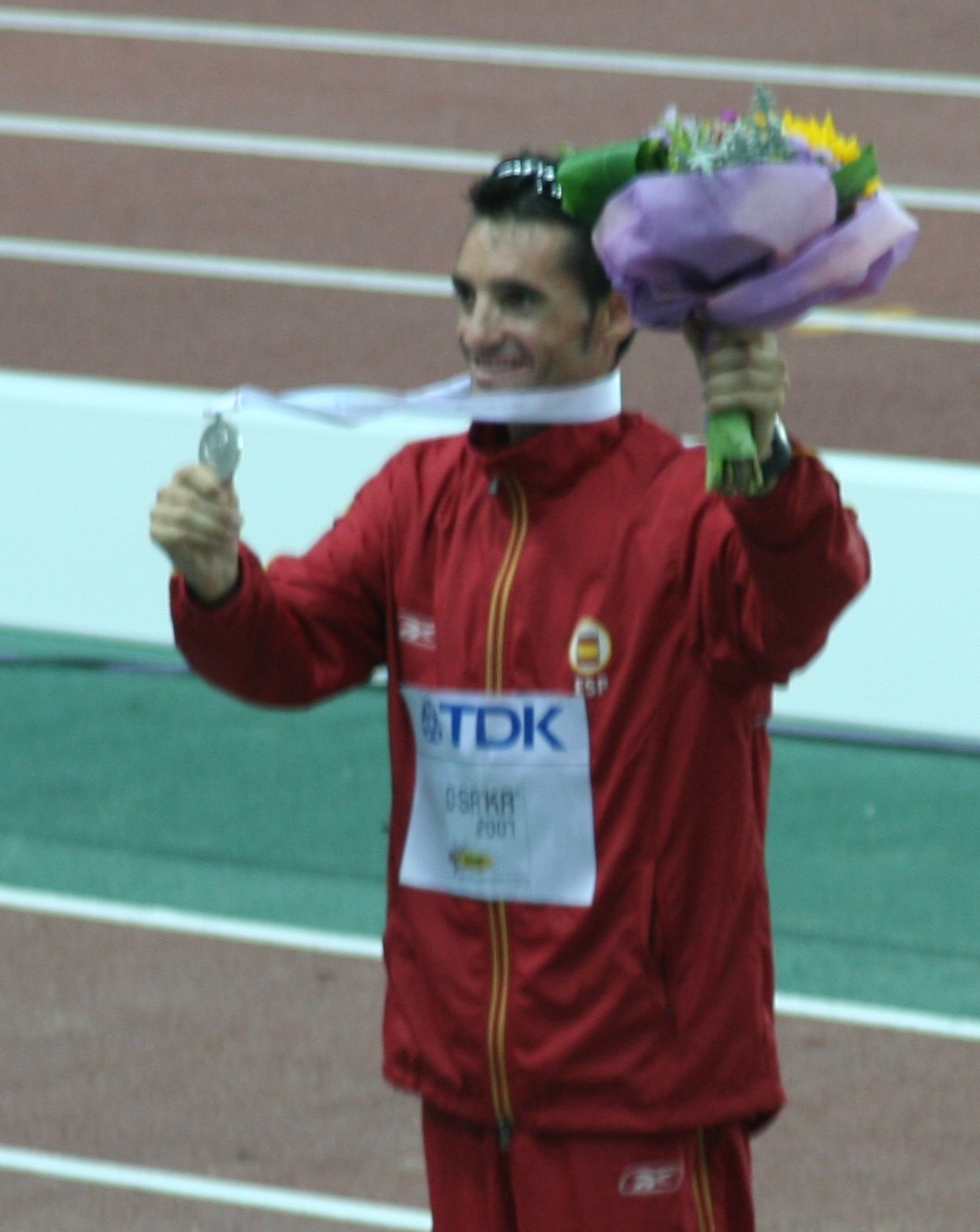
Silbermedaillengewinner Francisco Javier Fernández

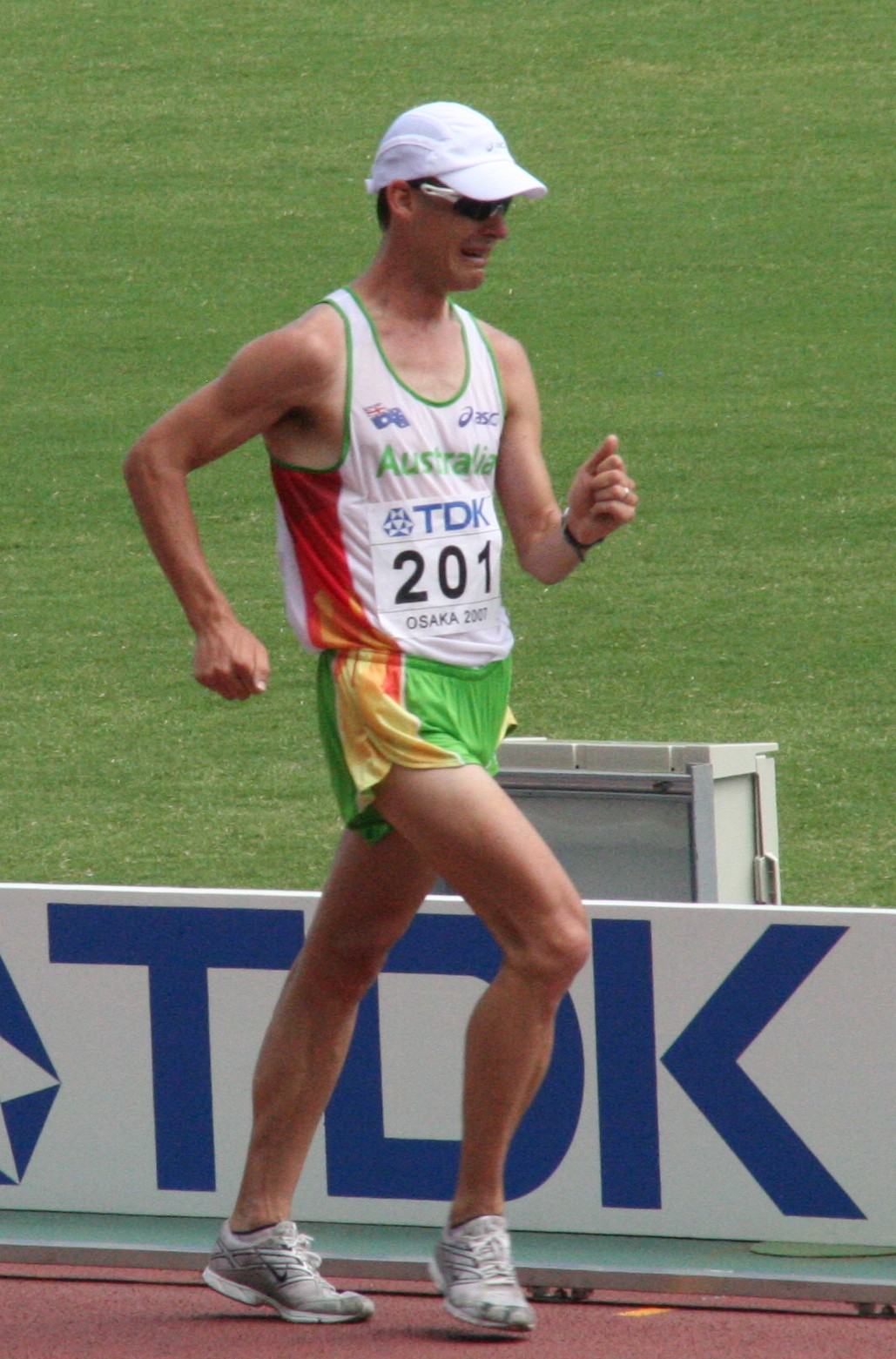
Bronzemedaillengewinner Nathan Deakes

| Marke | Zwischenzeit | Führende(r)                                  | 2-km-Zeit |
| ----- | ------------ | -------------------------------------------- | --------- |
| 2 km  | 8:11 min     | große Gruppe                                 | 8:00 min  |
| 4 km  | 16:23 min    | große Gruppe                                 | 8:12 min  |
| 6 km  | 24:26 min    | große Gruppe                                 | 8:03 min  |
| 8 km  | 32:22 min    | 12köpfigee Spitzengruppe                     | 7:56 min  |
| 10 km | 40:18 min    | Fernández, Brugnetti, Deakes                 | 7:56 min  |
| 12 km | 48:12 min    | Brugnetti, Fernández, Deakes / 7 s vor Pérez | 7:54 min  |
| 14 km | 56:05 min    | Brugnetti, Fernández, Deakes / 2 s vor Pérez | 7:53 min  |
| 16 km | 1:03:58 h00  | Brugnetti, Fernández, Deakes / 5 s vor Pérez | 7:53 min  |
| 18 km | 1:11:37 h00  | Fernández, Brugnetti / 3 s vor Deakes        | 7:49 min  |
| 20 km | 1:19:40 h00  | Ivano Brugnetti                              | 7:53 min  |

## Ergebnis
20. August 2004, 9:00 Uhr Ortszeit Athen (UTC+2) 
| Platz | Athlet                     | Land                   | Zeit (h)           | Verwarnungen    |
| ----- | -------------------------- | ---------------------- | ------------------ | --------------- |
| 01    | Ivano Brugnetti            | Italien                | 1:19:40            |                 |
| 02    | Francisco Javier Fernández | Spanien                | 1:19:45            | Bod             |
| 03    | Nathan Deakes              | Australien             | 1:20:02            |                 |
| 04    | Jefferson Pérez            | Ecuador                | 1:20:38            | Bod             |
| 05    | Juan Manuel Molina         | Spanien                | 1:20:55            |                 |
| 06    | Zhu Hongjun                | Volksrepublik China    | 1:21:40            | Bod             |
| 07    | Wladimir Andrejew          | Russland               | 1:21:53            |                 |
| 08    | André Höhne                | Deutschland            | 1:21:56            |                 |
| 09    | Aigars Fadejevs            | Lettland               | 1:22:08            | Knie            |
| 10    | João Vieira                | Portugal               | 1:22:19            |                 |
| 11    | Hatem Ghoula               | Tunesien               | 1:22:59            | Bod / Bod       |
| 12    | Benjamin Kuciński          | Polen                  | 1:23:08            |                 |
| 13    | Marco Giungi               | Italien                | 1:23:30            |                 |
| 14    | José Alessandro Bagio      | Brasilien              | 1:23:33            |                 |
| 15    | Takayuki Tanii             | Japan                  | 1:23:38            | Bod             |
| 16    | Luke Adams                 | Australien             | 1:23:52            |                 |
| 17    | Rolando Saquipay           | Ecuador                | 1:24:07            | Bod             |
| 18    | Omar Segura                | Mexiko                 | 1:24:35            | Bod / Knie      |
| 19    | Jauhen Misjulja            | Belarus                | 1:25:10            |                 |
| 20    | Timothy Seaman             | USA                    | 1:25:17            |                 |
| 21    | Kevin Eastler              | USA                    | 1:25:20            |                 |
| 22    | Wiktor Burajew             | Russland               | 1:25:36            |                 |
| 23    | Iwan Trozki                | Belarus                | 1:25:53            | Knie            |
| 24    | Luis Fernando López        | Kolumbien              | 1:26:34            |                 |
| 25    | Liu Yunfeng                | Volksrepublik China    | 1:27:21            | Bod             |
| 26    | John Nunn                  | USA                    | 1:27:38            |                 |
| 27    | Waleri Borissow            | Kasachstan             | 1:27:39            |                 |
| 28    | Gintaras Andriuškevičius   | Litauen                | 1:27:56            |                 |
| 29    | Shin Il-yong               | Südkorea               | 1:28:02            | Knie            |
| 30    | Gyula Dudás                | Ungarn                 | 1:28:18            | Bod             |
| 31    | Moussa Aouanouk            | Algerien               | 1:28:38            |                 |
| 32    | Matej Tóth                 | Slowakei               | 1:28:49            | Bod / Knie      |
| 33    | Lee Dae-ro                 | Südkorea               | 1:28:49            | Knie            |
| 34    | Fedosei Ciumacenco         | Moldau                 | 1:29:06            |                 |
| 35    | Andrej Talaschka           | Belarus                | 1:29:36            |                 |
| 36    | Eleftherios Thanopoulos    | Griechenland           | 1:30:15            | Knie / Knie     |
| 37    | José David Domínguez       | Spanien                | 1:30:16            |                 |
| 38    | Wladimir Parwatkin         | Russland               | 1:31:13            |                 |
| 39    | Predrag Filipović          | Serbien und Montenegro | 1:31:35            |                 |
| 40    | Han Yucheng                | Volksrepublik China    | 1:32:18            |                 |
| 41    | Park Chil-sung             | Südkorea               | 1:32:14            |                 |
| DNF   | Alessandro Gandellini      | Italien                |                    | Bod             |
| DNF   | Bernardo Segura            | Mexiko                 | Bod                |                 |
| DNF   | Yūki Yamazaki              | Japan                  | Knie               |                 |
| DSQ   | Robert Heffernan           | Irland                 |                    | Bod / Bod / Bod |
| DSQ   | Noé Hernández              | Mexiko                 | Knie / Bod / Bod   |                 |
| DSQ   | Jiří Malysa                | Tschechien             | Knie / Knie / Knie |                 |
| DSQ   | Xavier Moreno              | Ecuador                | Knie / Knie / Knie |                 |

## Wettbewerbsverlauf
Als Favorit galt der Weltmeister von 2003 und Olympiasieger von 1996 Jefferson Pérez aus Ekuador, der bei den letzten Weltmeisterschaften zudem auch den Weltrekord in seinen Besitz gebracht hatte. Hauptgegner war der spanische Europameister und Vizeweltmeister Francisco Javier Fernández. Weitere Kandidaten mit Aussichten auf vordere Platzierungen waren der australische WM-Vierte Luke Adams, sein Landsmann Nathan Deakes als WM-Vierter von 2001 und der russische WM-Dritte von 2001 Wiktor Burajew.
Zu Beginn des Rennens übernahmen die drei Chinesen Zhu Hongjun, Han Yucheng und Liu Yunfeng die Führungsarbeit. Han fiel jedoch auf der ersten Runde des Rundkurses zurück. Zur dritten Runde schloss Fernández zu den beiden Chinesen auf und forcierte das Tempo. Es bildete sich eine Spitzengruppe mit Fernández an der Spitze, Pérez, Zhu, Liu, dem Italiener Ivano Brugnetti, dem Australier Nathan Deakes, dem Spanier Juan Manuel Molina und dem Tunesier Hatem Ghoula.
Vier Runden vor dem Ende hatten sich Fernández, Deakes und Brugnetti vom Feld absetzen können. Einige Sekunden dahinter folgte Pérez, der zwar noch einmal ein bisschen näherkam, jedoch nicht mehr aufschließen konnte. Brugnetti steigerte das Tempo und erarbeitete sich einen leichten Vorsprung auf Fernández und Deakes. Zwei Kilometer vor der Ziellinie konnte Deakes die kleine Lücke zu Brugnetti noch einmal schließen. Doch der Italiener steigerte kurz vor dem Stadion das Tempo noch einmal entscheidend. Ivano Brugnetti gewann mit fünf Sekunden Vorsprung auf Francisco Javier Fernández. Siebzehn Sekunden hinter dem Spanier kam Nathan Deakes ins Ziel, der 36 Sekunden vor Jefferson Pérez lag. Platz fünf belegte der Spanier Juan Manuel Molina vor Zhu Hongjun und dem Russen Wladimir Andrejew. Der Deutsche André Höhne wurde Achter.
Nathan Deakes gewann die erste australische Medaille im olympischen Gehen.

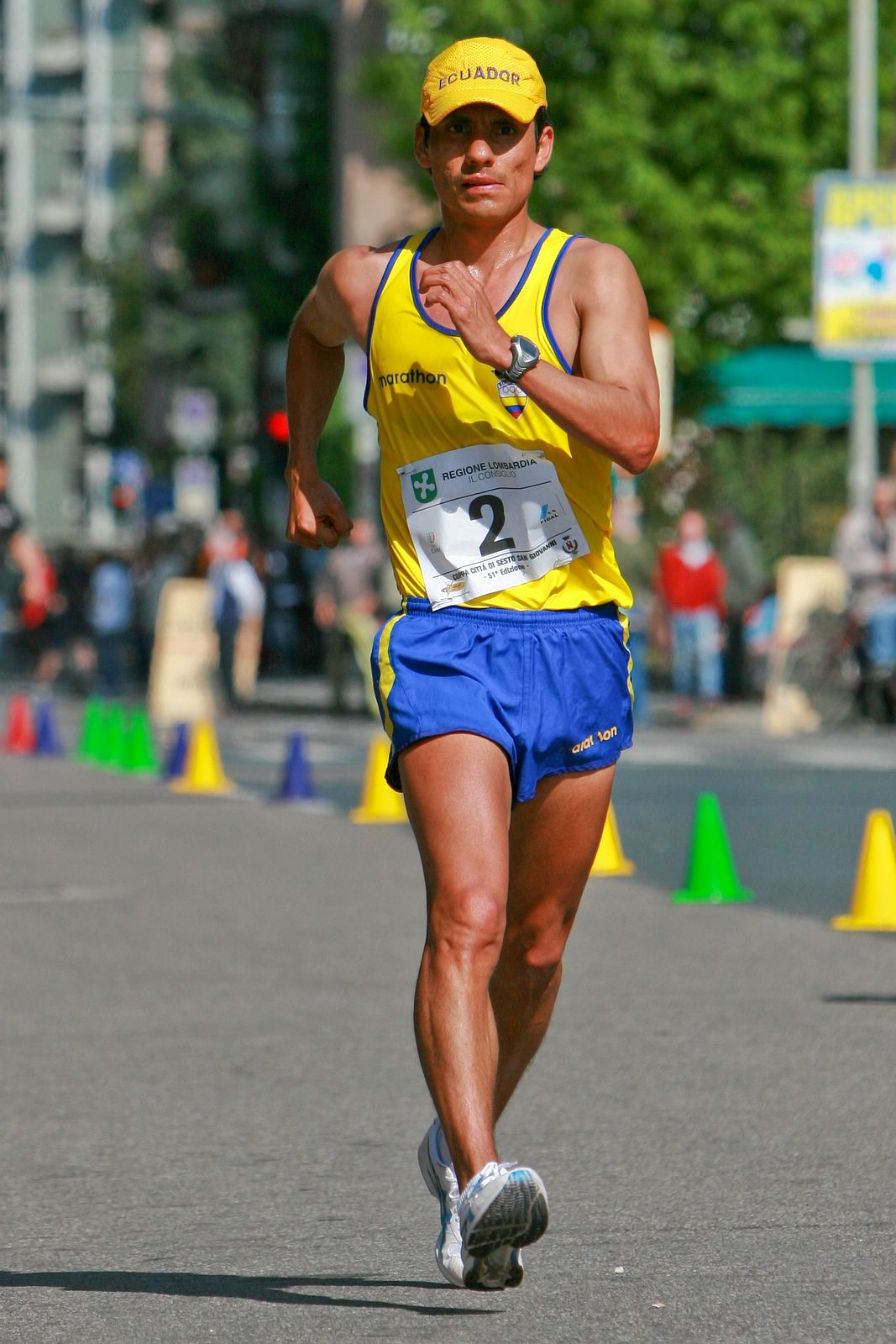
Rang vier für Jefferson Pérez
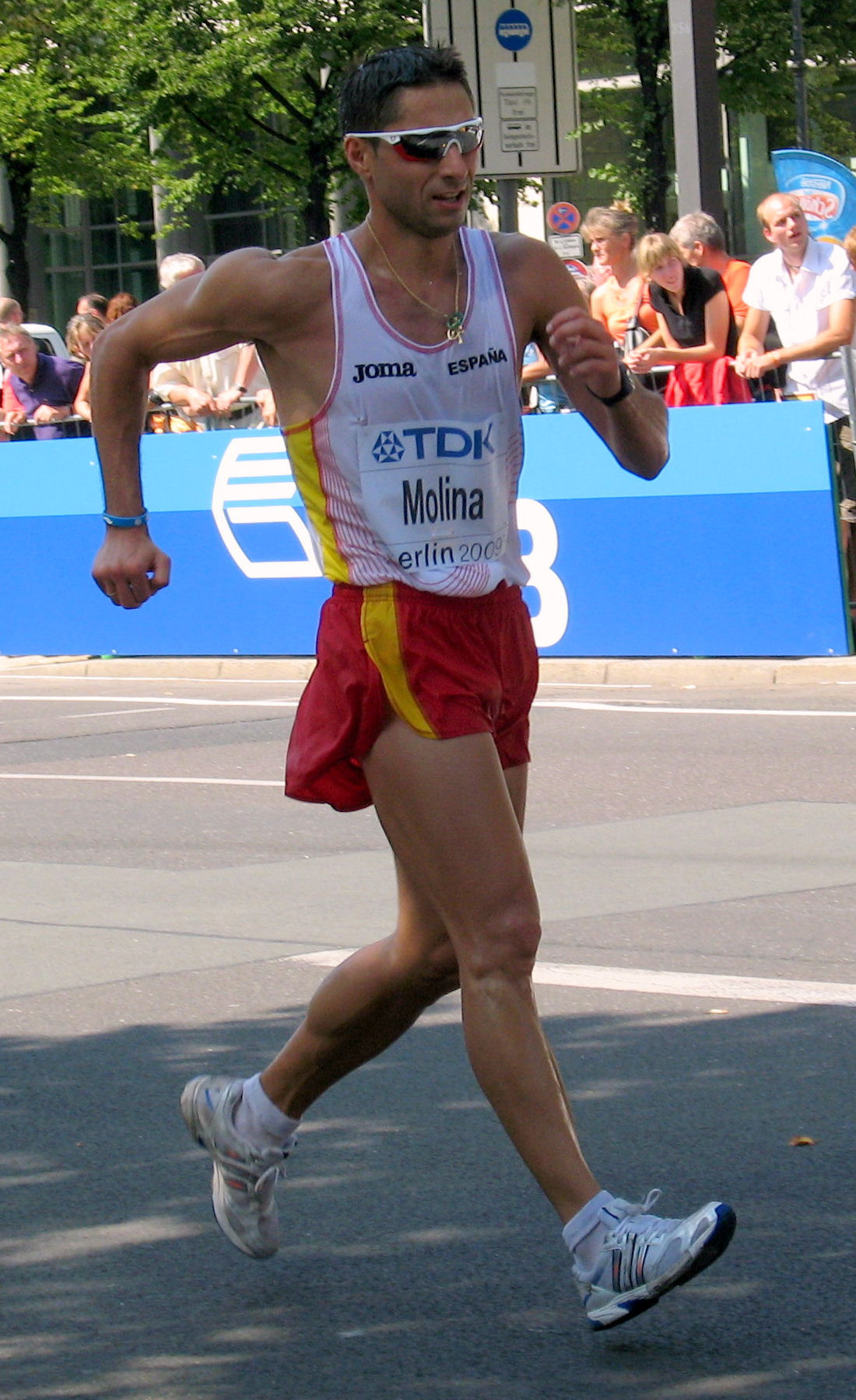
Juan Manuel Molina belegte Platz fünf
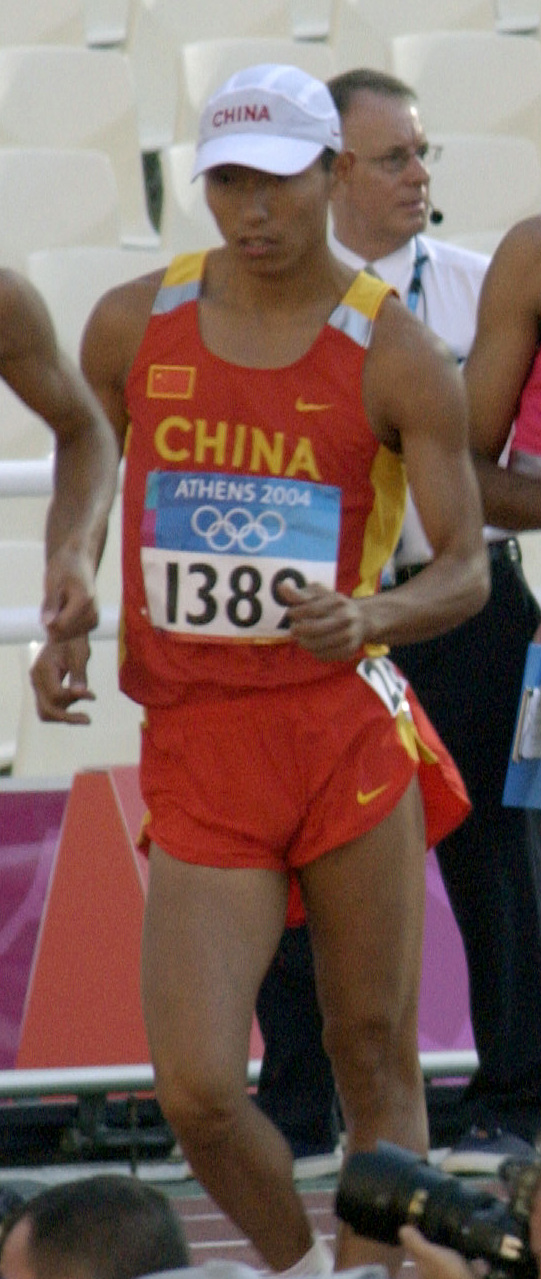
Zhu Hongjun – Rang sechs
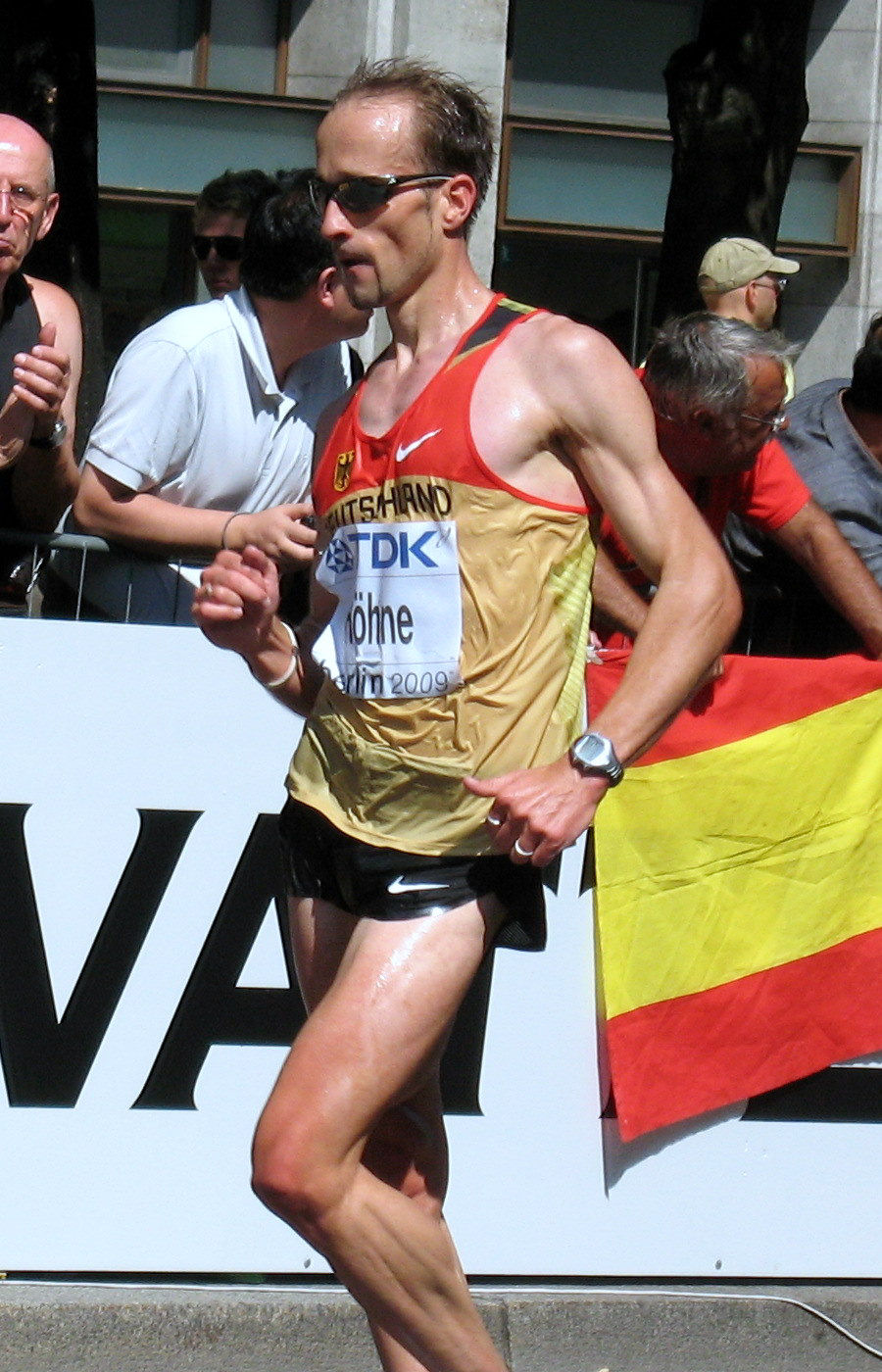
André Höhne – Olympiaachter
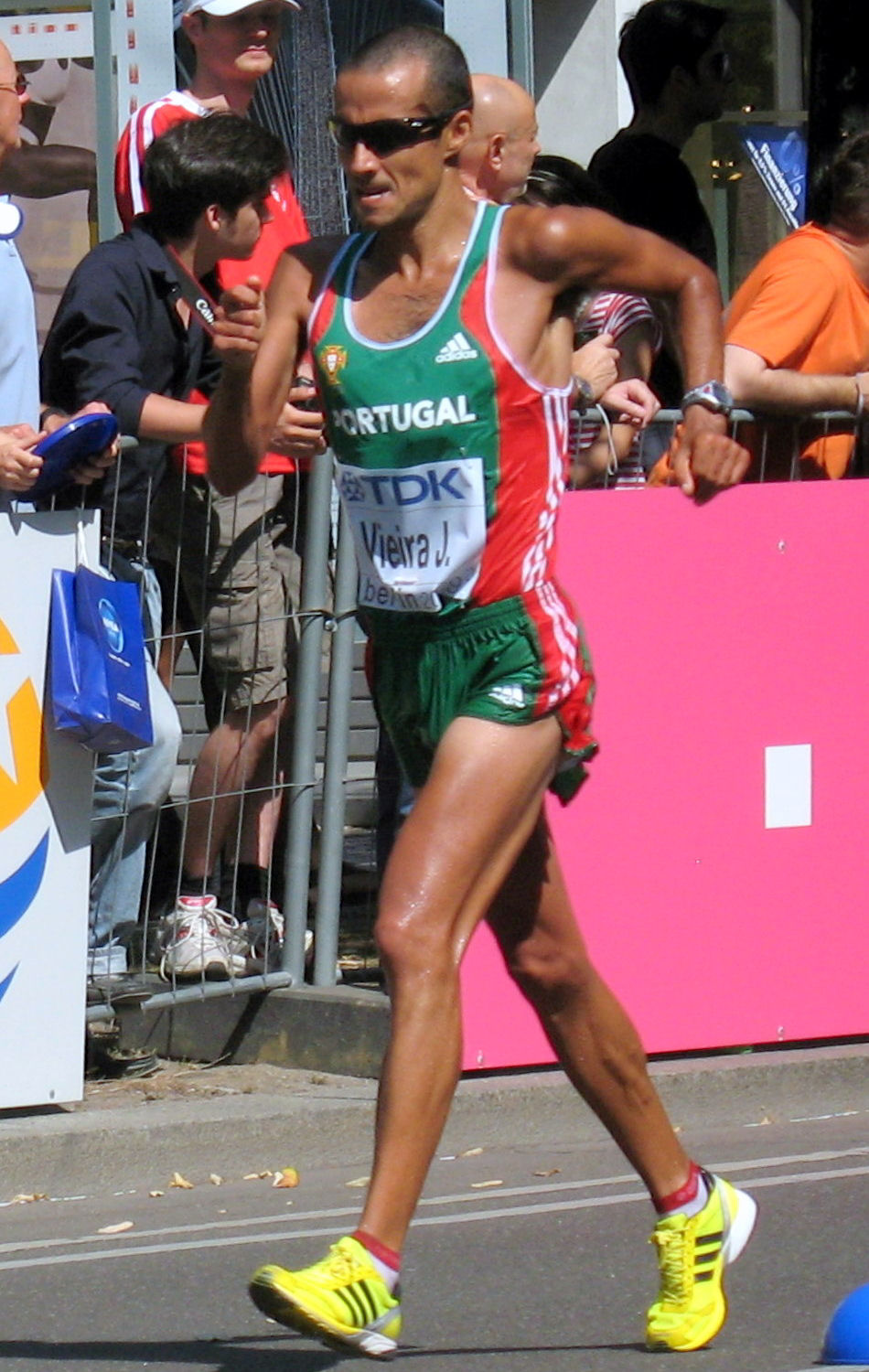
Der zehntplatzierte João Vieira
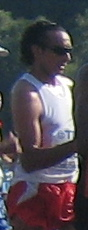
Hatem Ghoula belegte Rang elf
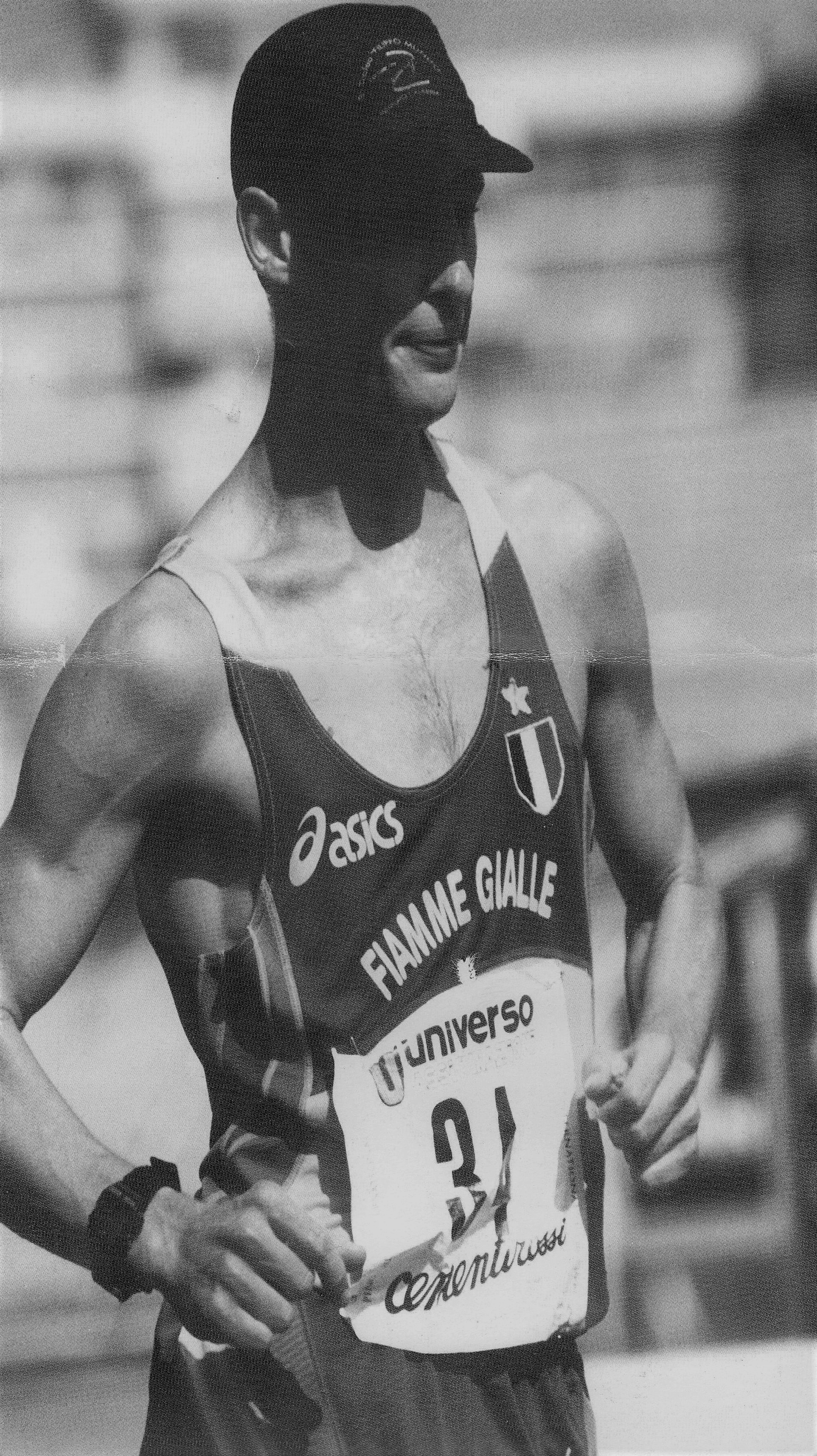
Platz dreizehn für Marco Giungi
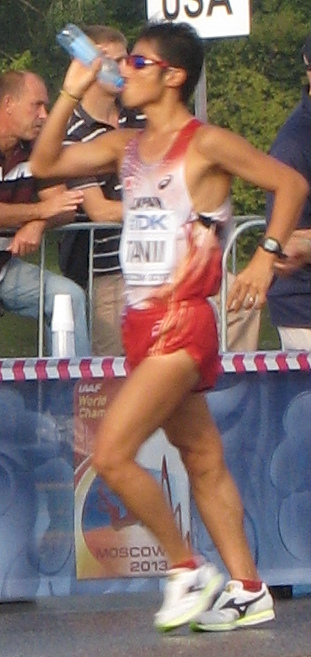
Takayuki Tanii wurde Fünfzehnter
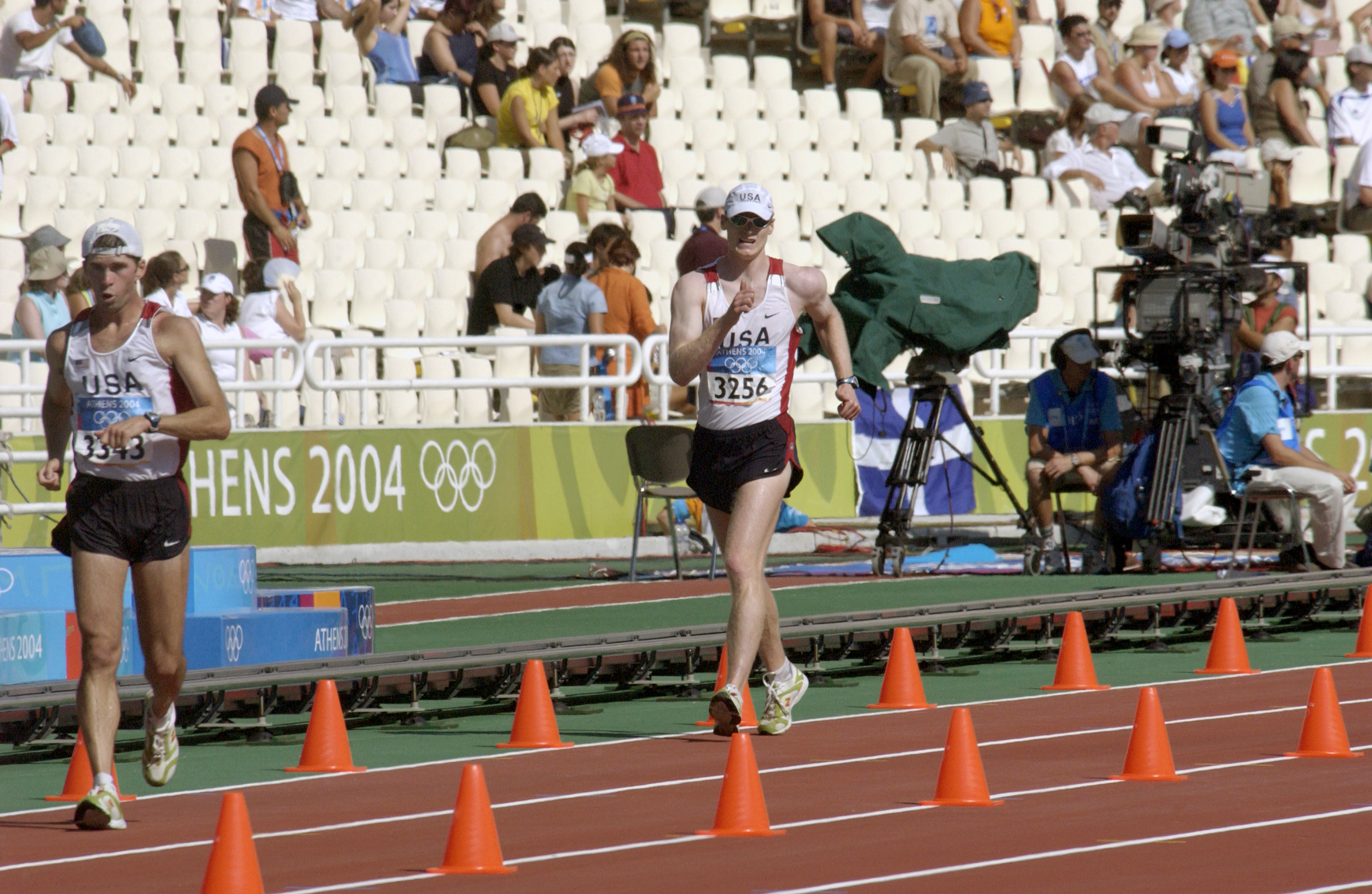
Zielankunft: vorne der US-Amerikaner Timothy Seaman als Zwanzigster, dahinter sein Landsmann Kevin Eastler auf Platz 21
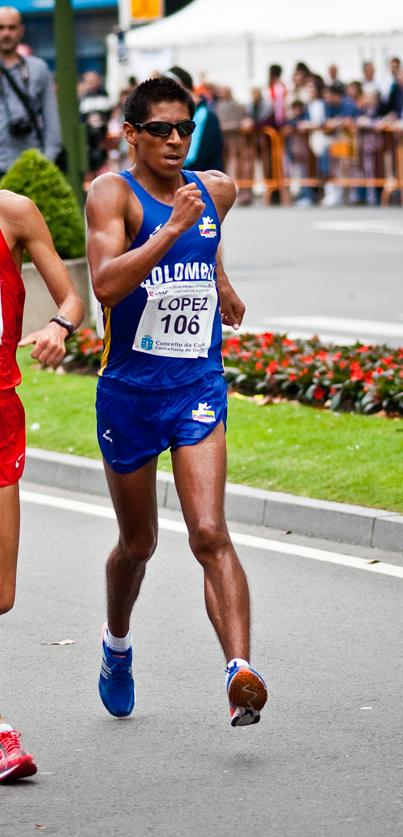
Luis Fernando López wurde 24.
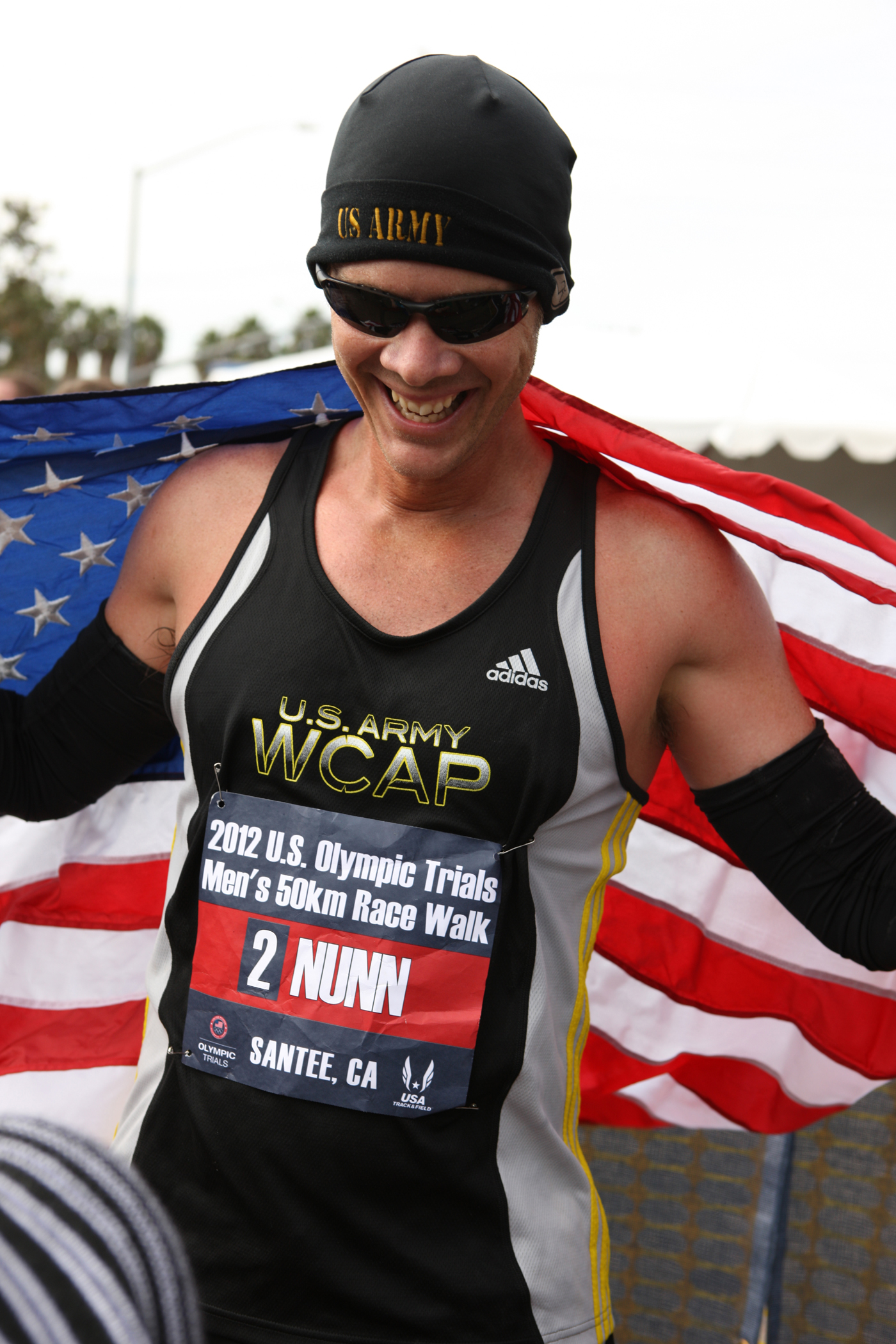
John Nunn – Rang 26
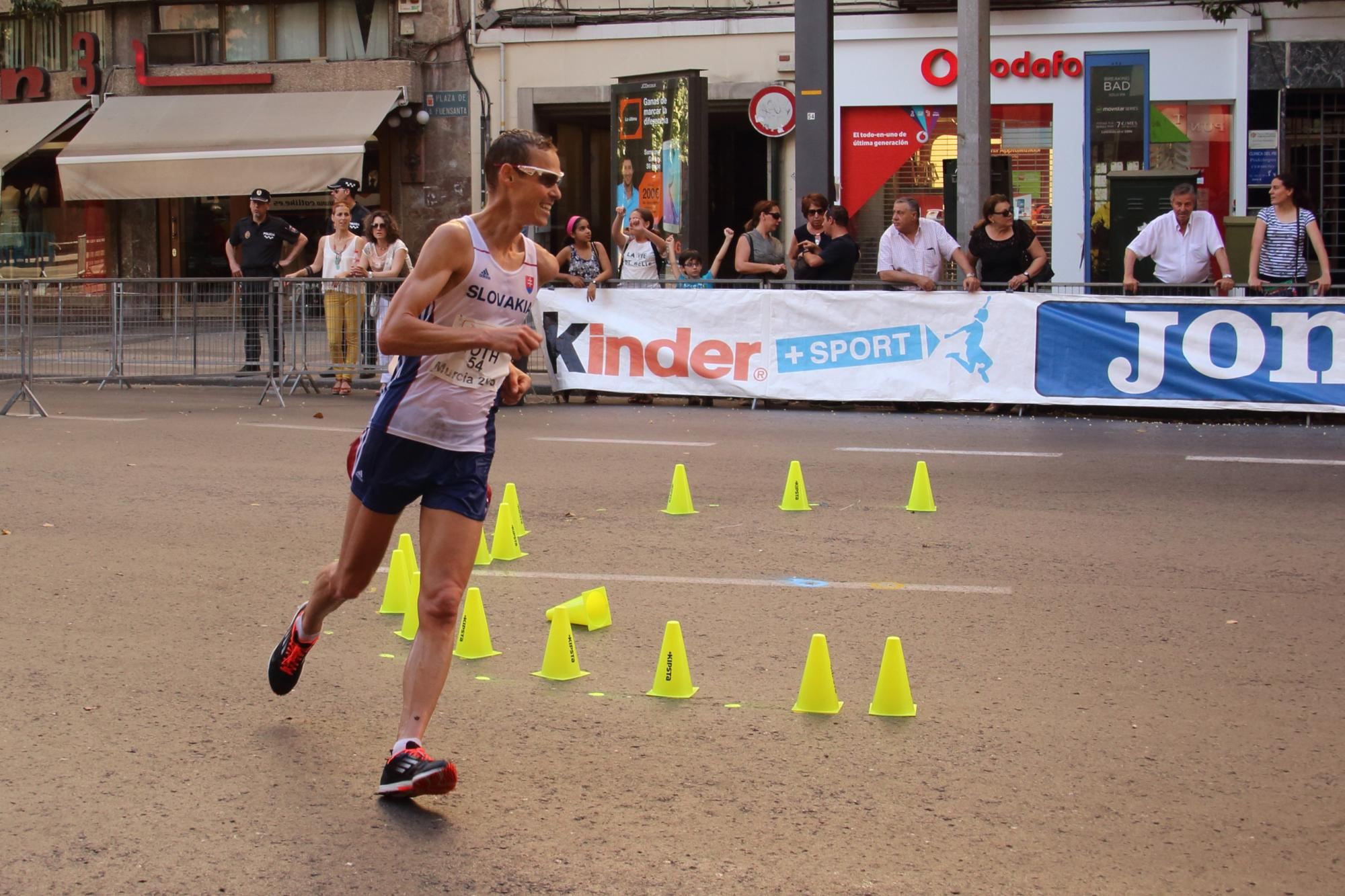
Matej Tóth kam auf Platz 32
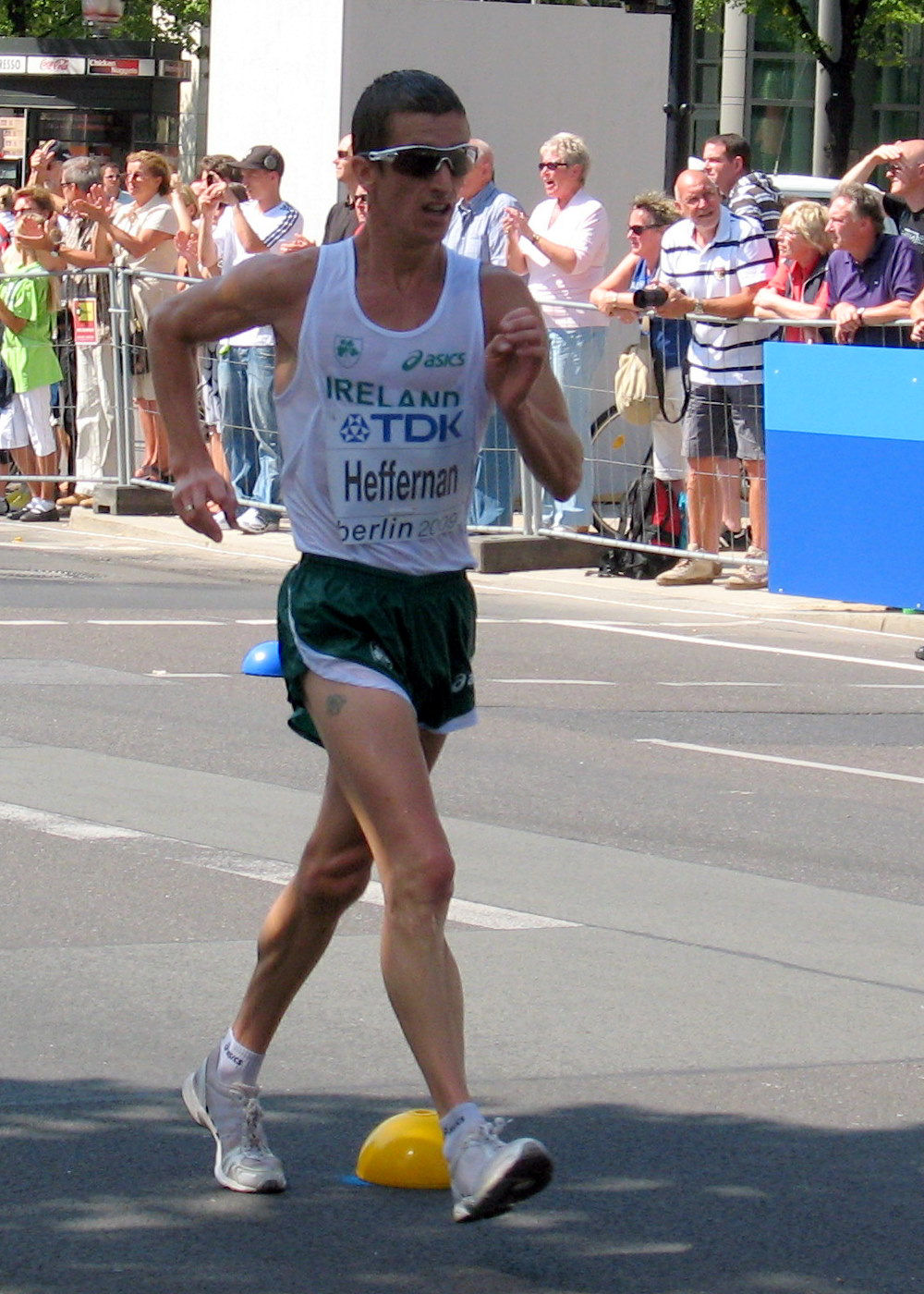
Robert Heffernan gab den Wettkampf auf

## Video
- Ivano Brugnetti Oro 20km Marcia Atene 2004, youtube.com, abgerufen am 26. April 2018